# Eugeniusz Kabatc
Eugeniusz Kabatc (ur. 11 stycznia 1930 w Wołkowysku, zm. 18 lutego 2020 w Warszawie) – polski prozaik oraz tłumacz literatury radzieckiej i włoskiej.

## Życiorys
Urodził się w rodzinie Aleksandra, kolejarza, i Anny z Grycuków. W czasie II wojny uczęszczał do szkoły podstawowej w rodzinnej miejscowości. W 1946 w ramach tzw. akcji repatriacyjnej przyjechał z rodzicami do Kwidzyna, gdzie ukończył Gimnazjum i Liceum Ogólnokształcące. Rozpoczął wtedy działalność w OMTUR, pełnił m.in. funkcję przewodniczącego Komitetu Miejskiego OMTUR w Kwidzynie. W 1948 po zdaniu matury wyjechał na studia do Warszawy. W 1952 ukończył Szkołę Główną Planowania i Statystyki w Warszawie i rozpoczął pracę jako ekonomista. Należał do ZMP. W latach 1949–1957 był pracownikiem Banku Handlowego, Centrali Jubilerskiej, a później Ministerstwa Finansów. W 1952 ożenił się z Krystyną Paradistal (zm. 2023). W latach 1968–1974 był radcą do spraw kultury ambasady PRL w Rzymie. 
Debiutował w 1949 r. wierszem Gołąbek z gałązką oliwną i opowiadaniem Szofer Jasiota na łamach tygodnika „Razem”. Publikował prozę oraz artykuły literackie, m.in. w „Sztandarze Młodych” (1953, 1955–1956, 1963), „Nowej Kulturze” (1955–1957), „Współczesności” (1956, 1959–1963, 1965–1968), „Życiu Literackim” (1956–1962, 1975, 1981), „Nowych Książkach” (1973–1986), „Tygodniku Kulturalnym” (1975–1988), „Polityce” (1978–1990), „Poglądach” (1982–1983), „Kulturze, Oświacie, Nauce” (1986, 1989), „Kobiecie i Życiu” (1988), „Literaturze Radzieckiej” (1990), „Literaturze” (1991), „Wiadomościach Kulturalnych” (1997), „Sycynie” (1998), „Aneksie” (1999–2000), „Przeglądzie Powszechnym” (2001), „Twórczości” (2001), „Odrze” (2002) i „Res Humana” (2003). W latach 1960–1968 był najpierw redaktorem działu prozy, a następnie działu zagranicznego w dwutygodniku „Współczesność”. Od 1973 był zastępcą redaktora naczelnego miesięcznika „Literatura na Świecie”. 
W 1953 został członkiem Koła Młodych przy ZLP, a od 1959 był członkiem ZLP (do rozwiązania związku w 1983) i członkiem ZAiKS-u. W 1965 został członkiem PZPR. Od 1975 był członkiem Stowarzyszenia Kultury Europejskiej (SEC), później wieloletnim prezesem polskiego Oddziału SEC. W 1990 został członkiem Polskiego PEN Clubu.
Wraz z żoną Krystyną przełożyli z języka włoskiego: Pewna prywatna sprawa (1979) i Kwiatki świętego Franciszka (1999), Pinokio (2004), Trzy metry nad niebem (2005), Każdemu, co mu się należy (od mafii) (2006), Liana Millu. Dymy Birkenau (2007). 
Mieszkał w Warszawie. Zmarł 18 lutego 2020, pochowany na cmentarzu Powązkowskim (kwatera 343-3-4).

## Twórczość
- Pijany anioł
- Za dużo słońca
- Romans
- Gorzka plaża
- Przygoda z Agnieszką
- Jedenaste przykazanie
- Oranie morza
- Żółwie
- Odpoczynek w wysokiej trawie
- Filip i Dżulietta
- Uprowadzenie Dżulietty
- Patrycja czyli o miłości i sztuce w środku nocy
- Autostrada słońca
- Małgorzata, czyli requiem dla wojowniczki
- Śmierć robotnika w hotelu „Savoy”
- Strefa neutralna - napisane wspólnie z Aleksandrem Minkowskim
- Pogoda burzy nad Palermo (o Jarosławie Iwaszkiewiczu)

## Ordery i odznaczenia
- Krzyż Komandorski Orderu Odrodzenia Polski (2000)[8]
- Krzyż Oficerski Orderu Odrodzenia Polski (1982)
- Krzyż Kawalerski Orderu Odrodzenia Polski (1981)
- Złoty Krzyż Zasługi (1965)
- Złota Odznaka honorowa „Za Zasługi dla Warszawy” (1978)
- Medal pamiątkowy TPPR „Za zasługi w rozwoju współpracy kulturalnej PRL-ZSRR” (1980)
- Order Gwiazdy Solidarności Włoskiej (Włochy, 2003)

Źródło:.

## Nagrody
- Warszawska Literacka Nagroda Młodych za opowiadanie pt. Czerwona wyspa samotności (1957)
- IV nagroda w ogólnopolskim konkursie literackim Wydawnictwa Łódzkiego za powieść Za dużo słońca (1958)
- Włoska nagroda literacka Premio Europeo za przekład (1978)
- Dyplom honorowy Związku Pisarzy ZSRR (1979)[9]
- Nagroda Stowarzyszenie Pisarzy Białoruskich za przekłady z języka białoruskiego (1985)
- włoska nagroda państwowa (wraz z żoną Krystyną) za upowszechnianie literatury włoskiej (1998)
- Nagroda 100-lecia ZAiKS-u (2018)[5]

Źródło:.